# Aboadela
Aboadela is een plaats in de Portugese gemeente Amarante die tot de bestuurlijke herindeling van 2013 de status van freguesia had. In 2011 telde Aboadela 783 inwoners.